# Quirl
Pour l’article homonyme, voir Quirl (Ferneyhough).
Le Quirl est une montagne qui s’élève à 3 251 m d’altitude dans les Hohe Tauern, en Autriche.